# Świątynia Minakszi w Maduraju
Świątynia Minakszi w Maduraj – hinduistyczny kompleks obiektów sakralnych w Maduraj w stanie Tamilnadu w Indiach.

## Lokalizacja
Maduraj jest drugim, co do wielkości (po Ćennaj) miastem stanu Tamilnadu. Zbudowali je Pandijowie, było ich stolicą w VII-XIII w. Świątynia bogini Minakszi jest to najsławniejszy i największy obiekt kultowy w Maduraj. Zlokalizowany jest w centrum historycznej części miasta.

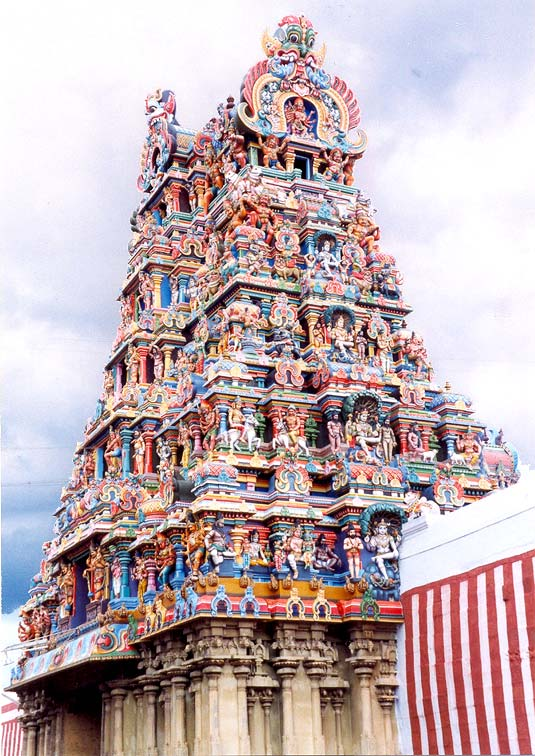
Gopura

## Historia
Główne obiekty kompleksu powstały w latach 1560–1680. Artystyczny kunszt nadano jej za czasów Najaków, gubernatorów Widźajanagaru. Znaczący wkład wniósł Tirumala (panujący w latach 1623–1660).

## Architektura
Świątynia reprezentuje styl drawidyjski (południowoindyjski). Tradycyjnie mury zewnętrzne posiadają cztery gopury. Kolejne obwody murów zawierają następne siedem niższych gopur.

## Patroni
- Mandir centralny poświęcony jest formie bogini Parwati w aspekcie Minakszi (której oczy mają kształt ryby, o trujących oczach, Karpiookiej[1]), będącej córką Kubery, przywódcy istot podziemi i ciemności, jednego z lokapalów.

- Jej małżonkiem pozostaje Śiwa Sundareśwara, drugie pod względem ważności bóstwo tej świątyni[2].

Obu tym postaciom poświęcone są dwa oddzielne zbiory obiektów sakralnych i dedykowane im wewnętrzne pawilony.

## Obiekty kultu
- Aszta Śakti Mandapa (Przedsionek Ośmiu Bogiń)

- Świątynia Minakszi zawierająca:
  - Akszapi mandapę
  - Minakszi najakan mandapę – bogini przedstawiona jest w pozycji stojącej z papuga i kwiatami
  - Mandali mandapę
  - Kilikattu mandapę
  - Sahastrastambha mandapę
  - galerię z religijnymi malowidłami ściennymi

- Świątynia Śiwy Sundareśwary zawierająca:
  - Sundareśwara mandapę
  - Kambattadi (Kampathadi) mandapę – z posągiem byka Śiwy Nandina
  - malowidło przedstawiające boga Ganeśa, syna Śiwy
- Undźal mandapa
- Wasanta mandapa
- Wirawasantaradża mandapa

- Hala tysiąca filarów (obecnie pozostało 985)
- Potramaradż Kulam – świątynny „Złoty staw lotosowy” (też: Sadzawka Złotych Lilii)
- Pańć Pandawa Mandapa – zawierająca rzeźby bohaterów Mahabharaty
- Pudu Mandapa – zawiera na kolumnach wizerunki władców z ich rodzinami i ministrami
- Muzeum Sztuki Świątynnej (Temple Art Museum)

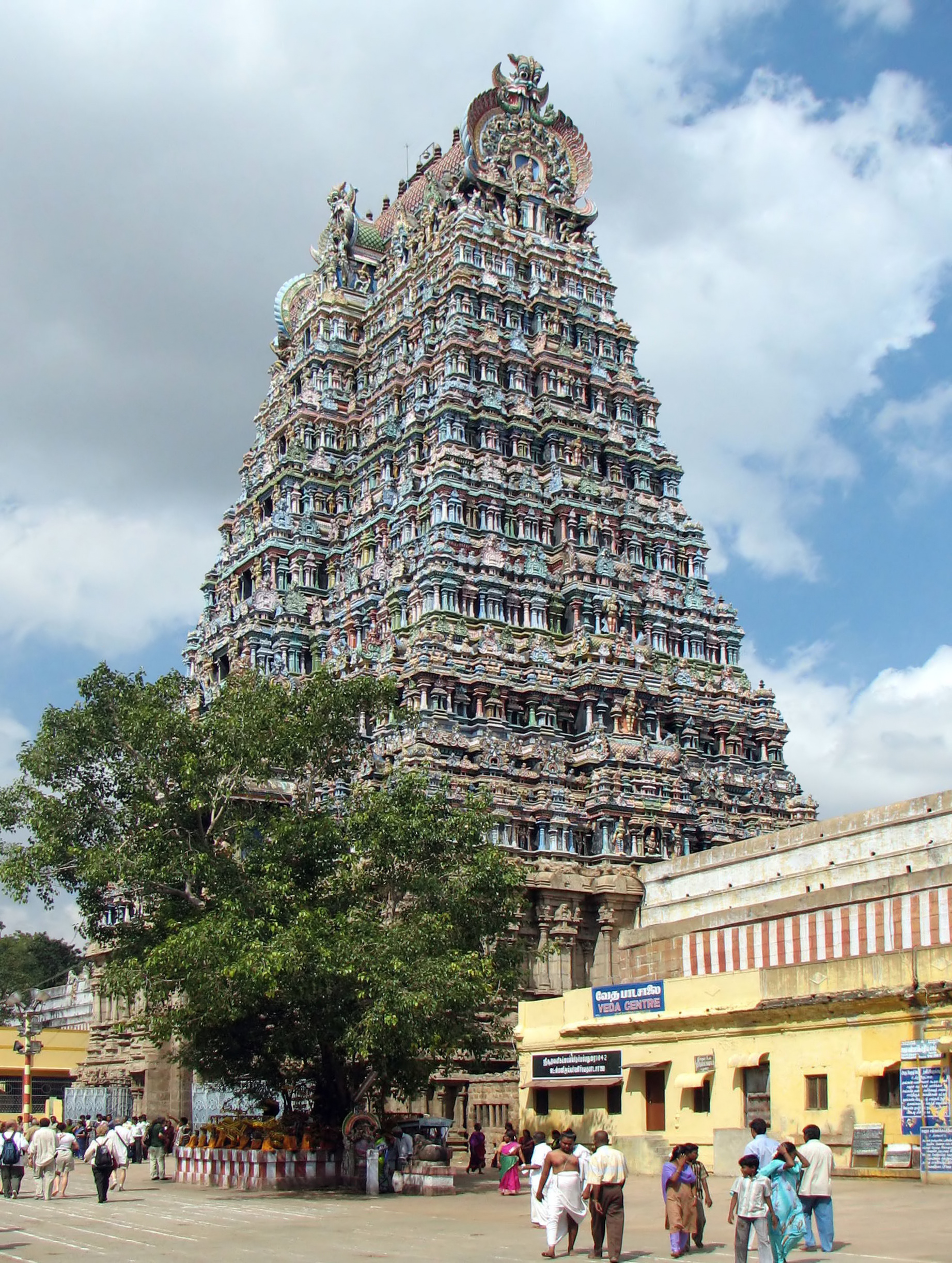
Gopura

## Znaczenie religijne
Ta świątynia jest jednym z 51 sławnych „miejsc mocy” (śaktipitha) tradycji śaktyzmu. Dla tradycji hinduizmu tamilskiego jest źródłem błogosławieństw bóstwa planety Merkury, czyli Budhy.

## Kalendarz świąt i rocznic
- Zaślubiny boskiej pary – co roku bardzo uroczyście obchodzona jest rocznica zaślubin boskich kochanków, patronów świątyni (Chitrai Purnima przypadająca w kwietniu lub maju).
- Festiwal Łodzi (przypadający w styczniu lub lutym)